# Mikkel Bay Mortensen
Mikkel Bay Mortensen (født 6. januar 1972) er en dansk skuespiller.
Mikkel Bay Mortensen er uddannet fra Skuespillerskolen ved Odense Teater i 2001, og har siden været fastansat på teatret. Han har sideløbende kunnet opleves på bl.a. Odsherred Teater, teatret Svalegangen, Kaleidoskop og Århus Teater.
Han har bl.a. medvirket i forestillingerne Guitaristerne, Drengene i Skyggen, Peter Pan, Mågen, Mine to Søstre, Galefyrsten, De Onde, Hitlers Barndom og Glengarry Glen Ross.

## Filmografi
- På fremmed mark (2000)
- 2 ryk og en aflevering (2003)
- Far til fire og vikingerne (2020)